# Happy Xmas
Happy Xmas es el decimosexto álbum de estudio del músico británico Eric Clapton, publicado por la compañía discográfica Surfdog Records el 12 de octubre de 2018. El álbum, producido por el músico junto a Simon Climie, es el primer disco de Clapton integrado en exclusiva por villancicos e incluye el tema "Jingle Bells" dedicado al DJ Avicii, fallecido unos meses antes.

## Lista de canciones
| N.º | Título                                          | Escritor(es)                                        | Duración |  |
| 1.  | «White Christmas»                               |                                                     | 2:58     |  |
| 2.  | «Away in a Manger (Once in Royal David's City)» |                                                     | 4:44     |  |
| 3.  | «For Love on Christmas Day»                     |                                                     | 3:36     |  |
| 4.  | «Everyday Will Be Like a Holiday»               | William Bell, Booker T. Jones                       | 3:38     |  |
| 5.  | «Christmas Tears»                               | R.C. Wilson, Sonny Thompson                         | 4:22     |  |
| 6.  | «Home for the Holidays»                         | Anthony Hamilton, Kelvin Wooten                     | 4:00     |  |
| 7.  | «Jingle Bells (In Memory of Avicii)»            |                                                     | 5:58     |  |
| 8.  | «Christmas in My Hometown»                      | Wayne P. Walker, Max Powell                         | 2:51     |  |
| 9.  | «It's Christmas»                                |                                                     | 4:43     |  |
| 10. | «Sentimental Moments»                           |                                                     | 4:06     |  |
| 11. | «Lonesome Christmas»                            | Lloyd Glenn, Lowell Fulson                          | 3:51     |  |
| 12. | «Silent Night»                                  | Franz Xaver Gruber, Joseph Mohr, John Freeman Young | 4:02     |  |
| 13. | «Merry Christmas Baby»                          | Lou Baxter, Johnny Moore                            | 4:11     |  |
| 14. | «Have Yourself a Merry Little Christmas»        | Ralph Blane, Hugh Martin                            | 3:31     |  |

## Posición en listas
| País                            | Posición |
| ------------------------------- | -------- |
| Alemania (Media Control Charts) | 40       |
| Austria (Ö3 Austria)            | 61       |
| Bélgica (Ultratop flamenca)     | 64       |
| Bélgica (Ultratop valona)       | 114      |
| España (PROMUSICAE)             | 34       |
| República Checa (ČNS IFPI)      | 23       |
| Países Bajos (Album Top 100)    | 111      |
| Italia (FIMI)                   | 75       |
| Suiza (Schweizer Hitparade)     | 73       |
| Reino Unido (UK Albums Chart)   | 97       |